# Риголето (опера)
Риголето (итал. Rigoletto), опера, melodramma у три чина Ђузепеа Вердија

## Либрето
Франческо Марија Пјаве (Francesco Maria Piave) према драми Краљ се забавља (Le roi s’amuse) Виктора Игоа (Victor Hugo).

## Праизведба
11. март 1851, Венеција у Teatro La Fenice.

## Ликови и улоге
Војвода од Мантове (Duca di Mantua) - тенор
Риголето (Rigoletto), његова дворска луда - баритон
Ђилда (Gilda), Риголетова ћерка - сопран
Спарафучиле (Sparafucile), плаћени убица - бас
Мадалена (Maddalena), његова сестра - алт
Ђована (Giovanna), Ђилдина пратиља - мецосопран
Гроф Монтероне (Monterone) - бас
Маруло (Marullo), племић - баритон
Матео Борса (Matteo Borsa), дворјанин - тенор
Гроф Чепрано (Conte Ceprano) - бас
Грофица Чепрано (Contessa Ceprano), његова жена - мецосопран
Тамничар (Usciere) - тенор
Паж (Paggio) - мецосопран
даме, господа, дворјани, пажеви, стражари (хор)

## Место и време
Мантова и околина у XVI веку

### I чин
- Сцена I

Дворана у војводиној палати. Забава је у току. Војвода је нашао нову забаву: видео је младу незнанку у цркви којој је пришао претварајући се да је обичан грађанин. Како гости пристижу, њему за око пада грофица Чепрано којој се он удвара наочиглед њеног мужа. Риголето се бесрамно руга грофу. Велики број дворјана је већ био понижаван Риголетовим опаскама, али му нико ништа не може јер га војвода штити. Маруло доноси вест да Риголето, грбавац, има љубавницу коју крије, и он са дворјанима смишља план како да му напакосте. На забаву упада гроф Монтероне коме је војвода обешчастио ћерку. Риголето се изругује грофу, на шта га Монтероне проклиње да и он осети бол очајног оца.
- Сцена II

Слепа уличица код Риголетове куће. Преко пута се налази двориште куће грофа Чепрана. Риголето долази опседнут грофовим проклетством. Пресреће га Спарафучиле, плаћени убица и нуди му своје услуге, јер уз девојку коју има код куће, сигурно има и непријатеље. Риголето га тера од себе, уплашен, али ипак га пита, за случај да му устреба, како он обавља свој 'занат', колико кошта и где га може наћи. И даље морен тешким мислима, схвата да су он и убица исто, али да један убија ножем, а други речима. У таквом расположењу улази у кућу где му Ђилда излази у сусрет. Она је одрасла у сигурности куће и никада није излазила напоље без пратње Ђоване, али и тада само до цркве. Она о служби свога оца и о својој мајци не зна ништа. Али, ни оцу није рекла да је у цркви упознала младића који јој се удварао. Када зачује неку буку напољу, Риголето одјури, а Ђилда остаје и сањари о незнаном младићу. У то упада он, у ствари прерушени војвода, и изјављује јој своју љубав. Говори јој да је студент, сиромашан, а када га пита за име, он јој каже да је 'Гуалтијер Малде'. Он бежи, а Ђилда се повлачи у кућу занесена њиме. Риголето на улици среће групу дворјана предвођених Марулом и Борсом. Они му саопштавају да хоће да отму грофицу Чепрано и да им треба његова помоћ. Он то радосно прихвата. Они га маскирају као и себе и неприметно му навлаче маску преко очију. Дају му да придржава мердевине и увлаче се у његову кућу и отимају, како они то мисле, Риголетову љубавницу. Док је односе, Ђилда успе да стргне повез и повиче оца. Он схвата да је преварен, утрчава у кућу и налази само празну собу. Схвата да је помогао отмицу сопствене ћерке.
- Извођење представе Риголето, Ђ. Вердија у Српском народном позоришту у Новом Саду

### II чин
Дворана у војводиној палати. Војвода машта о својој новој жртви. Уто долазе дворјани са вешћу да су отели Риголетову љубавницу и говоре му о свом подухвату. Он схвата да је то иста она девојка од претходне ноћи и утрчава у собу где је она. Риголето долази и претражује све ћошкове палате сумњајући да је Ђилда ту. Сви се изругују његовом очајању, говорећи му да су они били ту целе ноћи и да је све засигурно сањао. Али, када дође паж код војводе са поруком од војвоткиње и када се дворјани збуне, Риголето схвата да је Ђилда ту. Они му не дају да уђе у војводину собу, али он им открива ко је у ствари Ђилда и баца се на врата. Дворјани га одбију, а он пада пред њих и у сузама их моли да му врате ћерку, његово једино благо на целом свету. Ђилда истрчава из собе и баца се оцу у наручје. Он јој открива праву истину о војводи, али то не утиче на њена осећања према њему. Грофа Монтерона проводе на губилиште и он застаје пред војводиним портретом уз речи да када га није стигла очева клетва, нека срећно живи и даље. На то Риголето одлучује да се освети и говори да ће и грофова ћерка бити освећена. Ђилда моли оца да се смилује војводи.

### III чин
На обали реке Минћо, Спарафушилова кућа. Риголето је унајмио Спарафучила да убије војводу. Он Ђилди показује како је војвода превртљив. Он у Спарафучиловој кући заводи његову сестру Мадалену која је плаћена да флертује са њим. Ђилда је очајна. Риголето је шаље кући да се пресвуче у мушку одећу и да оде у Верону, где ће јој се он ускоро придружити. Мадалена моли брата да поштеди живот војводи, јер је и она пала под његовим шармом. Они се договарају да убију првог пролазника који наиђе и да га потуре Риголету. Ђилда све ово прислушкује и одлучује да се она жртвује за војводу. Када Риголето дође да се увери да је посао обављен, Спарафучиле му да врећу са лешом и покаже где у реци да га баци. Када Риголето одвуче леш до реке, зачује се војводина песма из куће. Риголето отвара врећу и у бљеску муње угледа своју ћерку. Он схвата да га је стигла Монтеронова клетва.

## Познате музичке нумере
- Questa o guella (Ова или нека друга) – Војводина арија (I чин)
- Signor!... Va, non ho niente. (Господине!... Бежи, немам ништа.) – дует Риголета и Спарафучила (I чин)
- Pari siamo! (Исти ми смо) – Риголетов монолог (I чин)
- Caro nome, che il mio cor (Драго име, што у срцу мом) – Ђилдина арија (I чин)
- Cortigiani, vil razza dannata (Дворјани, ви расо клета) – Риголетова арија (II чин)
- Tutte le feste al tempio (На свакој служби у цркви) – Ђилдина арија и дует са Риголетом (II чин)
- La donna è mobile (Жена је варљива) – Војводина арија (III чин)
- Bella figlia dell'amore (Лепа кћери љубави) – квартет (III чин)
- Lassù in ciel vicino al madre (Горе на небу, одмах крај мајке) – Завршни дует Ђилде и Риголета (III чин)